# Perlodes microcephalus
Perlodes microcephalus är en bäcksländeart som först beskrevs av Pictet, F.J. 1833.  Perlodes microcephalus ingår i släktet Perlodes och familjen rovbäcksländor. Inga underarter finns listade i Catalogue of Life.

## Bildgalleri

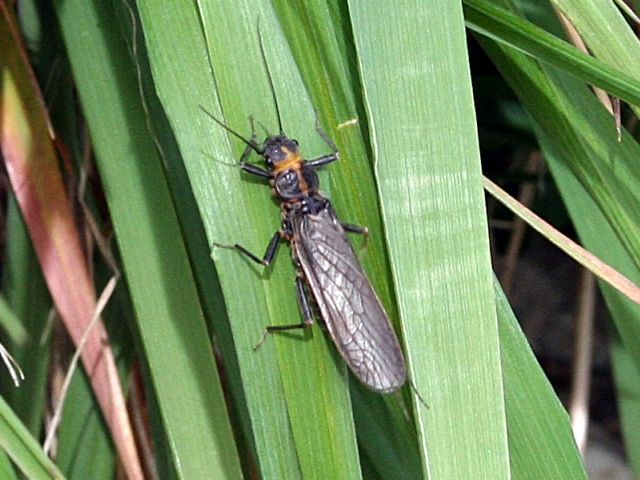